# GSC Game World
GSC Game World è un'azienda ucraina dedita allo sviluppo di videogiochi con sede nella città di Praga (interim), fondata nel 1995 da Sergey Grigorovich.
È conosciuta principalmente per lo sviluppo della serie di videogiochi Cossacks e S.T.A.L.K.E.R., ma è famosa anche per Alexander. 

## Storia
Il primo gioco fu Cossacks: European Wars. Il loro successivo successo fu la serie S.T.A.L.K.E.R., iniziata con S.T.A.L.K.E.R.: Shadow of Chernobyl nel 20 marzo 2007 poi seguito da due capitoli pubblicati rispettivamente nel 2008 e nel 2009. Nel settembre 2009, venne annunciato che la serie S.T.A.L.K.E.R. sarebbe stata portata sulla Xbox 360 e PlayStation 3 ma, a causa di una mancanza di manodopera, il progetto venne abbandonato e l'impegno si spostò sullo sviluppo di S.T.A.L.K.E.R. 2, il quale rimase successivamente bloccato nell'"inferno dello sviluppo".
GSC Game World è anche la produttrice del motore di gioco X-Ray Engine, utilizzato nella serie S.T.A.L.K.E.R..
Il 9 dicembre 2011, GSC Game World venne chiusa ufficialmente, e, nel marzo del 2012, un nuovo studio, la Vostok Games, venne aperta da ex dipendenti della GSC Game World per produrre un FPS free-to-play, che sarebbe poi diventato Survarium. Nel giugno del 2012 venne formato un controverso nuovo studio, Union Studio, il quale dichiarò falsamente di dare impiego a ex sviluppatori di S.T.A.L.K.E.R. Lo studio cambiò il suo nome in West-Games e aprì una campagna Kickstarter, cercando di raccogliere $50,000 per produrre Areal, un seguito spirituale alla serie S.T.A.L.K.E.R. Dopo aver la raggiunto la somma di $64,928, due settimane prima della chiusura della raccolta fondi, la campagna venne sospesa Kickstarter, accusando una violazione del contratto. Fu rivelato successivamente che la West-Games agì fraudolosamente in quanto non era formata da nessun ex membro dello staff della GSC Game World e tentò un crowdfunding di un ormai cancellato gioco Flash.
Il 22 dicembre 2014 la GSC Game World riaprì ufficialmente e iniziò lo sviluppo di un nuovo gioco.
Il 18 maggio 2015, la GSC Game World annunciò Cossacks 3, il quale sarebbe stato un remake del classico videogioco strategico in tempo reale, previsto di essere pubblicato il 20 settembre 2016.
Il 15 maggio 2018, la società annuncia lo sviluppo di S.T.A.L.K.E.R. 2 tramite la pagina ufficiale di Facebook. Dopo numerose difficoltà e rinvii dovuti al conflitto russo-ucraino, che ha costretto lo studio a spostare la sede a Praga e ha causato la scomparsa, tra gli altri, del game designer Volodymyr Yezhov, il gioco è infine uscito il 20 novembre 2024 per Microsoft Windows e console della famiglia Xbox Series, ricevendo un'accoglienza positiva sia dalla critica che dal pubblico.

## Videogiochi
- Cossacks (2001)
- Codename: Outbreak (2001)
- American Conquest (2003)
- Alexander (2004)
- Cossacks 2 (2005)
- Heroes of Annihilated Empires (2006)
- S.T.A.L.K.E.R.: Shadow of Chernobyl (2007)
- S.T.A.L.K.E.R.: Clear Sky (2008)
- S.T.A.L.K.E.R.: Call of Pripyat (2009)
- Cossacks 3 (2016)
- S.T.A.L.K.E.R. 2: Heart of Chornobyl (2024)